# Hylarana nigrovittata
Hylarana nigrovittata är en groddjursart som först beskrevs av Edward Blyth 1856.  Hylarana nigrovittata ingår i släktet Hylarana och familjen egentliga grodor. IUCN kategoriserar arten globalt som livskraftig. Inga underarter finns listade i Catalogue of Life.